# Sikandra (ort i Indien, Kanpur Dehat)
Sikandra är en ort i Indien.   Den ligger i distriktet Kanpur Dehat och delstaten Uttar Pradesh, i den centrala delen av landet, 300 km sydost om huvudstaden New Delhi. Sikandra ligger 141 meter över havet och antalet invånare är 12 289.
Terrängen runt Sikandra är mycket platt. Runt Sikandra är det tätbefolkat, med 459 invånare per kvadratkilometer. Närmaste större samhälle är Auraiya, 16,2 km nordväst om Sikandra. Trakten runt Sikandra består till största delen av jordbruksmark.